# Ottati
Ottati es una localidad y comune italiana de la provincia de Salerno, región de Campania, con 731 habitantes.

## Evolución demográfica
| Gráfica de evolución demográfica de Ottati entre 1861 y 2001 |
|                                                              |
| Fuente ISTAT - elaboración gráfica de Wikipedia              |